# Giulio Becagli
Giulio Becagli (Lastra a Signa, 28 gennaio 1925 – ...) è stato un calciatore italiano, di ruolo attaccante.

## Carriera
Debutta nel Le Signe, giocando in Serie C nella stagione 1940-1941. Nella stagione 1941-1942 segna 2 gol in 28 presenze in Serie B con il Siena; l'anno seguente gioca invece nel Cesena, con cui va a segno per 9 volte in 22 presenze nel campionato di Serie C.
Dopo la pausa dei campionati dovuta alla Seconda guerra mondiale torna a giocare nella squadra romagnola, con cui nella stagione 1945-1946 realizza 6 reti in 16 presenze in Serie C; l'anno seguente gioca invece 30 partite, con anche 6 gol segnati, nel campionato di Serie B. Dopo tre stagioni al Cesena, con un totale di 21 reti in 68 presenze, passa al Mantova, con cui nella stagione 1947-1948 segna 5 reti in 22 presenze in Serie B.
Disputa poi un'ulteriore stagione nella serie cadetta con lo Spezia, con cui va a segno 2 volte in 18 presenze. In seguito giocò nuovamente nel Le Signe, in Serie C.
In carriera ha giocato complessivamente 98 partite in Serie B, con 15 gol segnati.